# Transiturus de hoc mundo
Transiturus de hoc mundo (en français : Lorsqu'Il était sur le point de passer de ce monde (Jn 13:1) est la bulle du 11 août 1264 par laquelle le pape Urbain IV institue la solennité de la fête liturgique de Corpus Christi (le "corps eucharistique du Christ") comme fête de précepte et l'étend à l'Église universelle, la fixant au jeudi après l'octave de la Pentecôte.

## Histoire
Ancien chanoine de la collégiale de Fosses-la-Ville dans la principauté de Liège, le pape Urbain IV a probablement connu personnellement sainte Julienne. La fête de Corpus Christ lui était familière étant donné qu’elle était célébrée depuis 1246 dans la principauté de Liège, son diocèse d’origine.

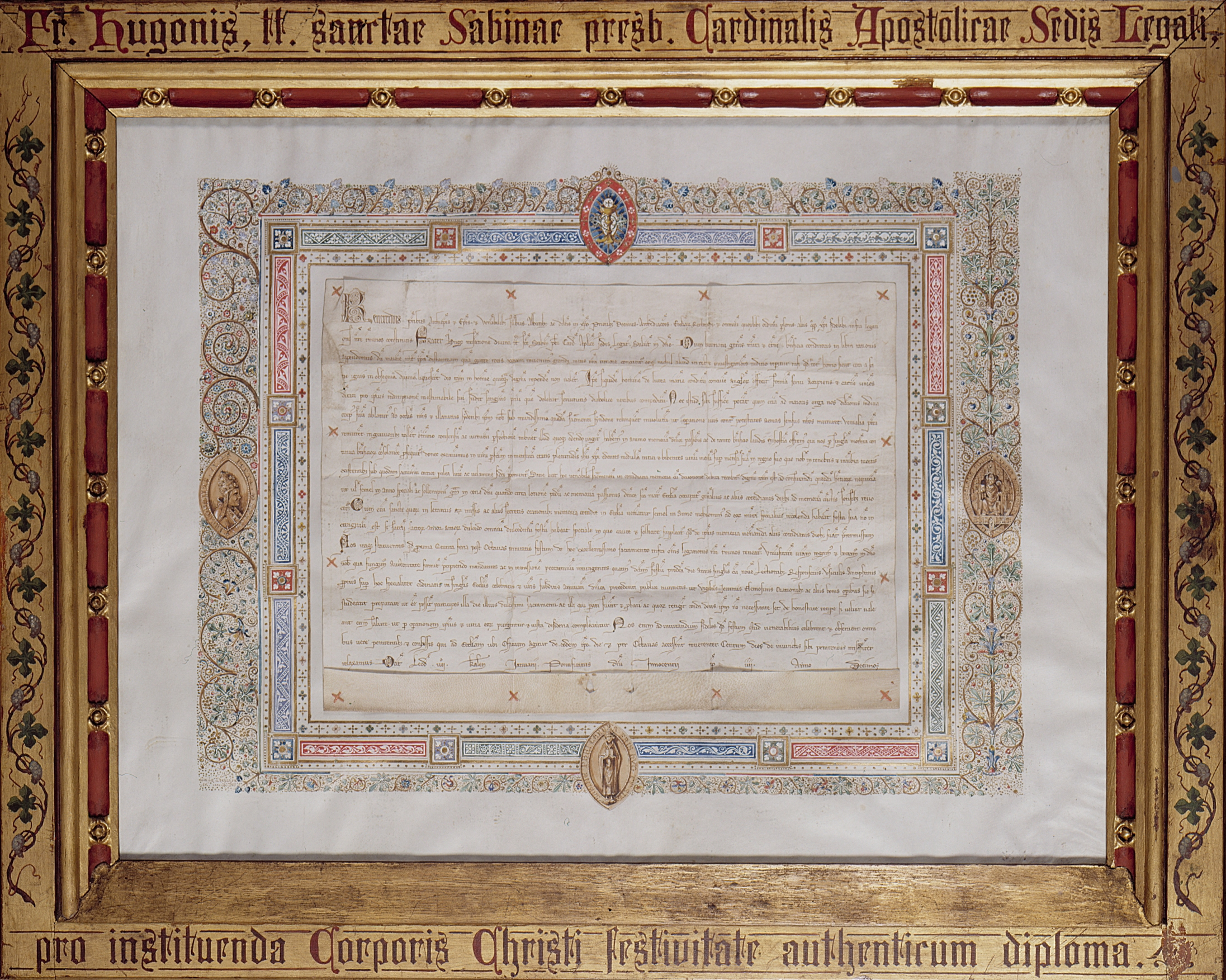
Certificat d'institution de la Fête-Dieu dans le diocèse de Liège (29 décembre 1252).

## Contenu
Le pape fonde scripturellement sa décision en rappelant les paroles du Christ à ses apôtres lors de l’institution de l’Eucharistie : « Faites ceci en mémoire de moi » (Lc 22:19) Le pain consacré, devenu ‘corps du Christ’ est nourriture pour notre ‘vie et salut’. C’est ainsi que le Christ demeure « avec nous jusqu’à la fin des temps » (Mt 28:20: qui est le dernier verset de l’évangile de Mathieu). 
C’est pour rappeler au peuple chrétien cette vérité fondamentale de la foi chrétienne que Jésus, dans une révélation privée, donna à Julienne de Cornillon la mission d'œuvrer pour l'institution d'une fête de l'Eucharistie. 

## Texte
- Texte latin de la bulle